# Colletotrichum lindemuthianum
Colletotrichum lindemuthianum este o plantă patogenă care cauzează antracnoza la fasole (Phaseolus vulgaris).